# Santuario

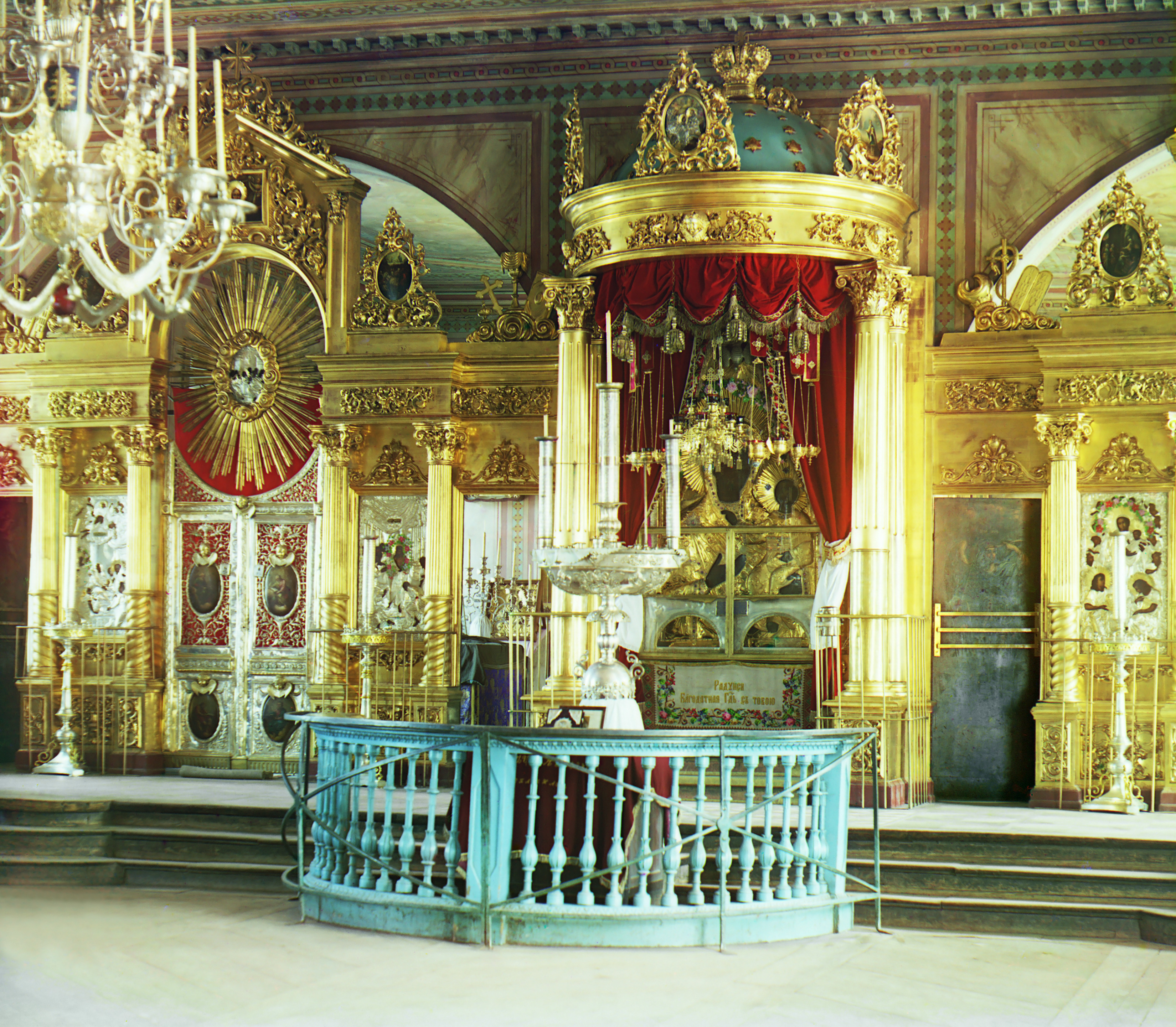
El santuario de la Odighitria en la Catedral de la Asunción de Smolensk, Rusia, fotografiado por Serguéi Prokudin-Gorski (1912).

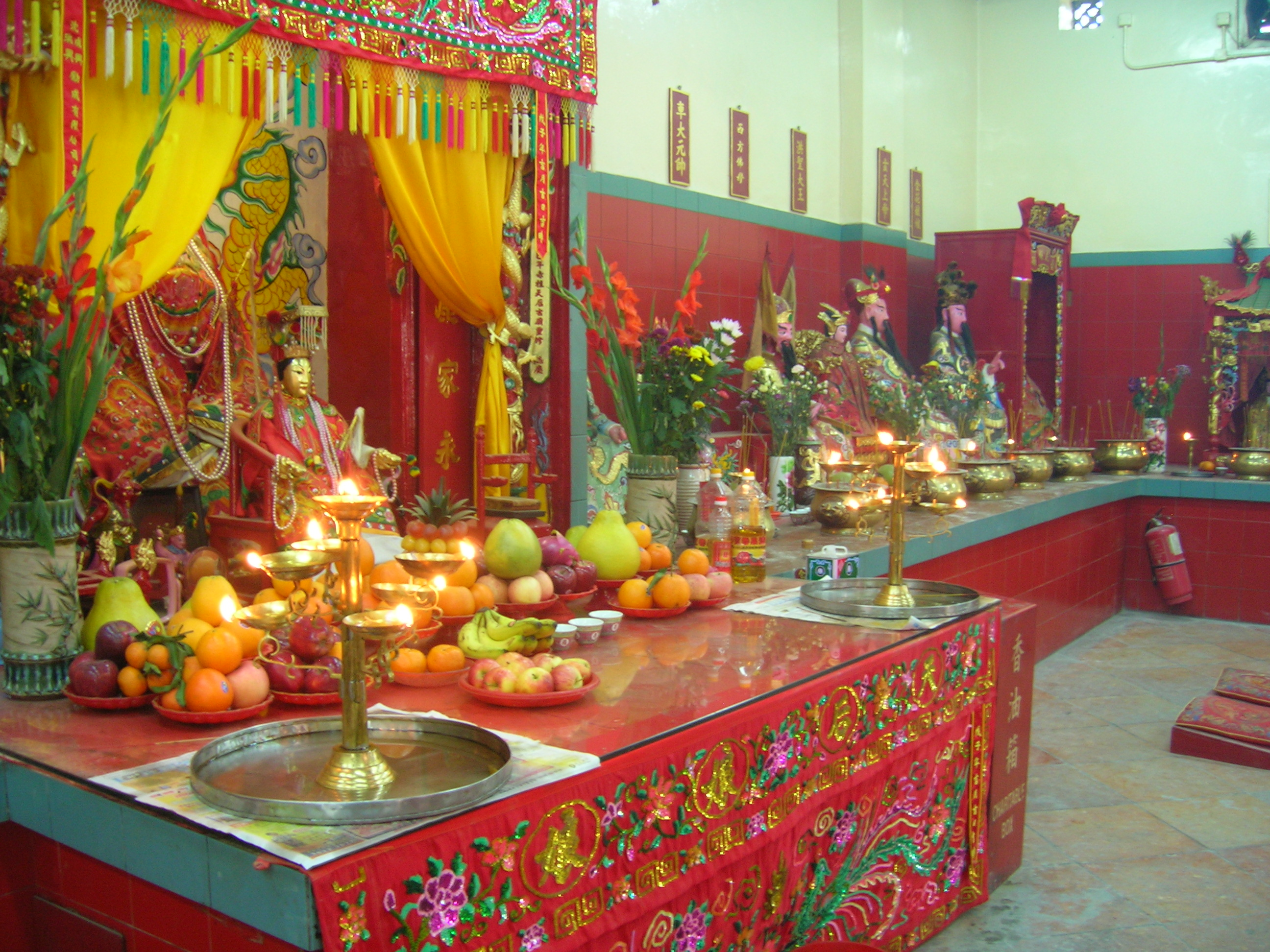
Santuario a Matsu en la Bahía de Repulse, Distrito Sur, Hong Kong.

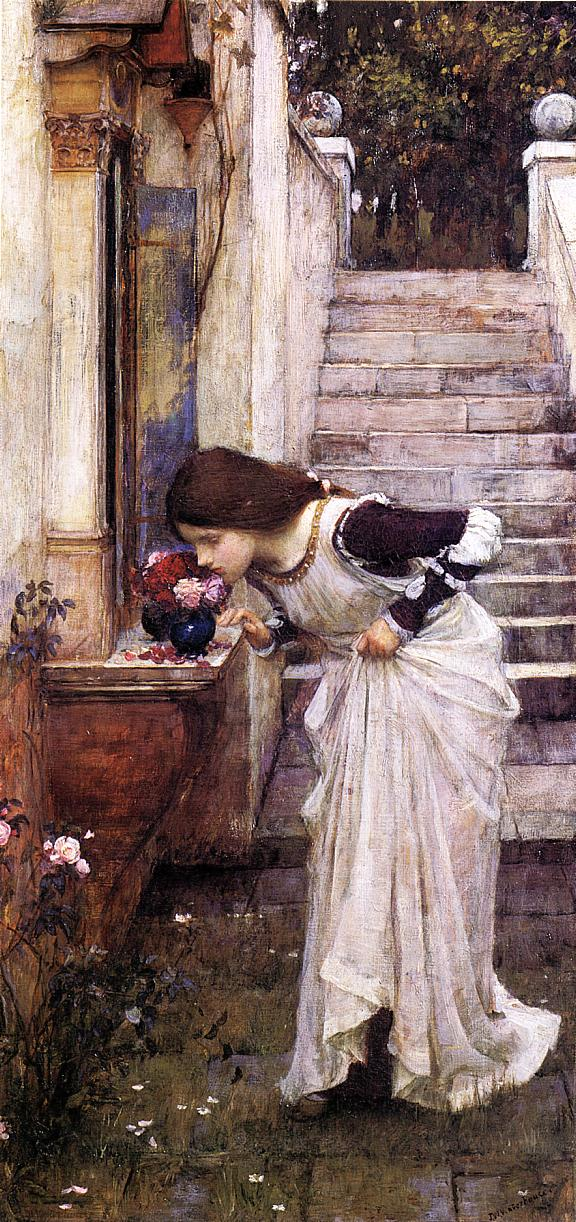
El santuario, óleo sobre lienzo de John William Waterhouse (1895).

Un santuario (del latín: sanctuarium, «templo donde tienen imágenes de santos») es un lugar sagrado o santo dedicado a una deidad específica, antepasado, héroe, mártir, santo o una figura de respeto similar, en donde son venerados o adorados (una divinidad). Los santuarios a menudo contienen íconos, reliquias u otros objetos asociados con la figura que se venera. Un santuario en el que se hacen ofrendas votivas se llama altar.
Los santuarios se encuentran en muchas de las religiones del mundo, incluidos el cristianismo, el islam, el hinduismo, el budismo, la religión tradicional china, el sintoísmo, el paganismo germánico y la fe bahaí, así como en entornos seculares y no religiosos, como un monumento de guerra. Los santuarios se pueden encontrar en diversos entornos, como iglesias, templos, cementerios, museos o en el hogar. Aunque, los santuarios portátiles también se encuentran en algunas culturas.

## Tipos de santuarios

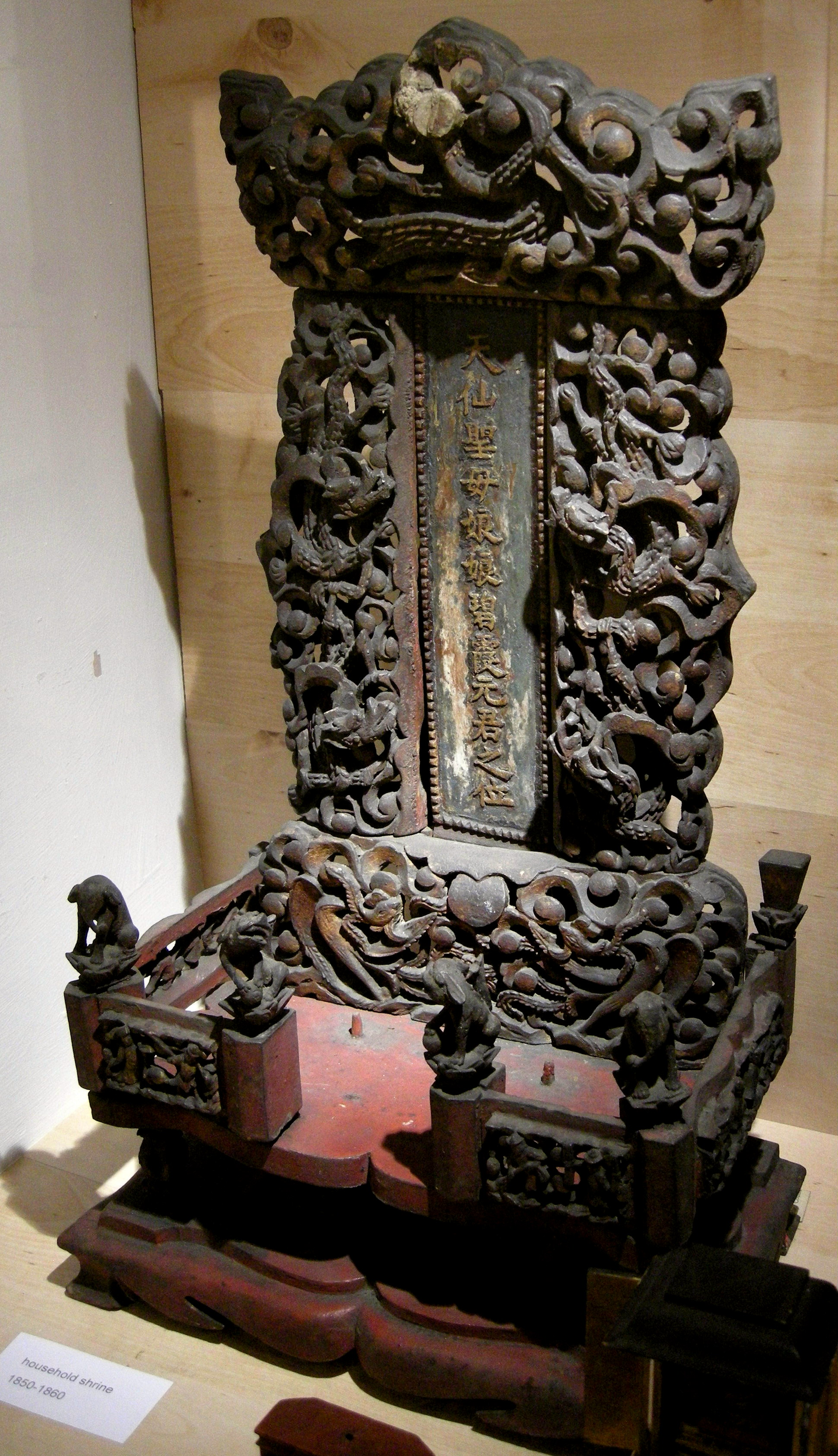
Santuario doméstico taoísta chino 1850-1860, Museo de Bankfield.

### Santuarios del templo
Muchos santuarios se encuentran dentro de los edificios y en los templos diseñados específicamente para el culto, como una iglesia en el cristianismo o un mandir en el hinduismo. Un santuario aquí suele ser el centro de atención en el edificio, y se le da un lugar destacado. En tales casos, los adherentes de la fe se reúnen dentro del edificio para venerar a la deidad en el santuario. En la arquitectura clásica del templo, el santuario puede ser sinónimo de la cella.

### Santuarios domésticos
Históricamente, en el hinduismo, el budismo y el Catolicismo, y también en las religiones modernas, como el neopaganismo, comúnmente se puede encontrar un santuario dentro de la casa o la tienda. Este santuario suele ser una estructura pequeña o una configuración de imágenes y figuras dedicadas a una deidad que es parte de la religión oficial, a los antepasados o a una deidad doméstica localizada.

### Santuarios de jardín
Pequeños santuarios de jardín al aire libre se encuentran en el fondo de los jardines de muchas personas, siguiendo diversas religiones, incluyendo históricamente, el cristianismo. Muchos consisten en una estatua de Cristo, María o un santo, en un pedestal o en una alcoba, mientras que otros pueden ser elaborados stands sin techos, algunos incluyen pinturas, estatuas y elementos arquitectónicos, como paredes, techos, puertas de vidrio y vallas de hierro.[cita requerida]
En Estados Unidos, algunos cristianos tienen pequeños santuarios de jardín; algunos de estos se asemejan a altares laterales, ya que están compuestos de una estatua colocada en un nicho o gruta; este tipo se conoce coloquialmente como bañera de María.

### Santuarios al borde del camino

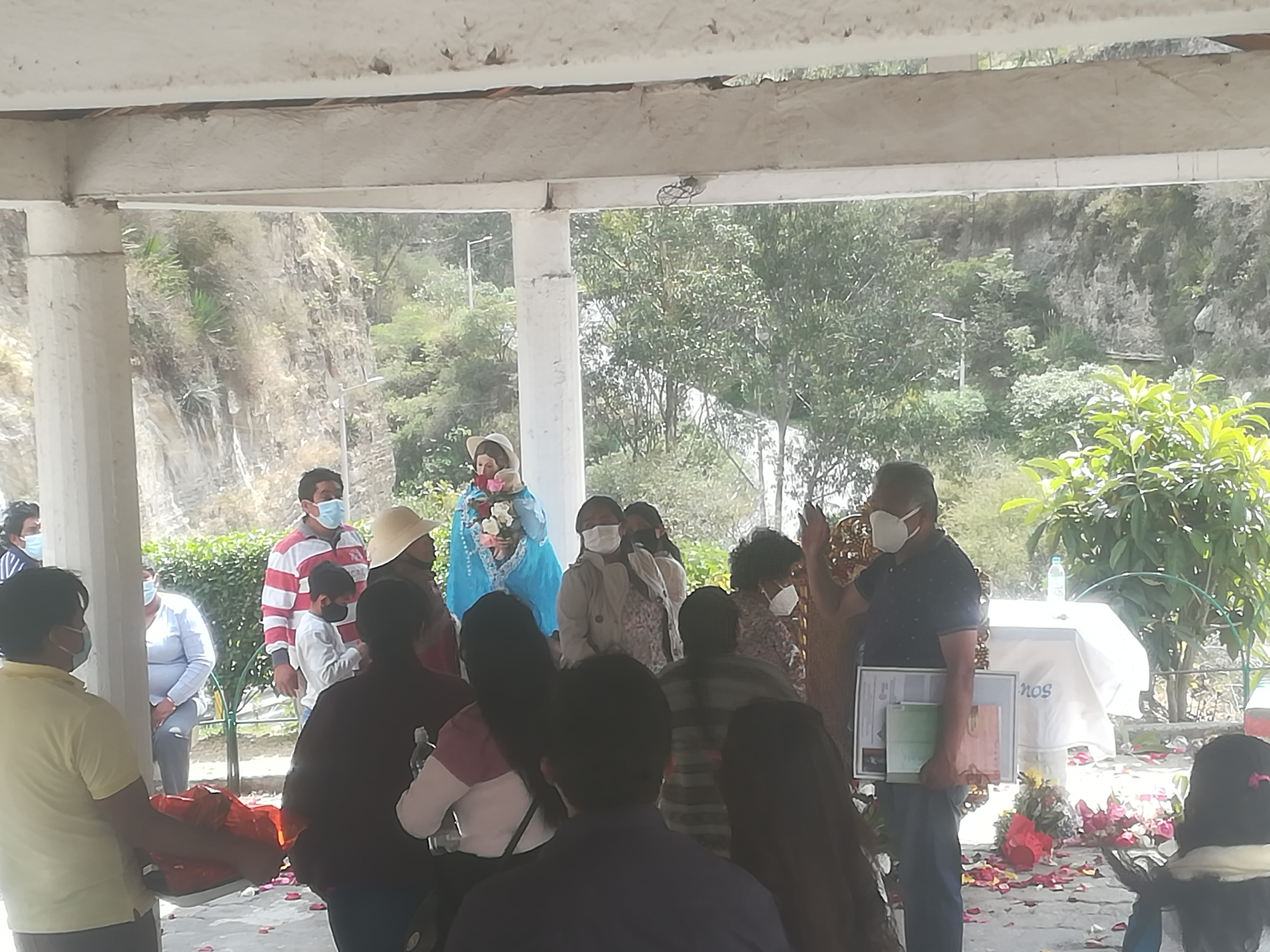
Virgen del Chaquishcahuayco- Misa de Fiesta en medio de la Pandemia Coronavirus

Imágenes religiosas, generalmente en algún tipo de pequeño refugio, colocadas por una carretera o camino, a veces en un asentamiento o en una encrucijada.[cita requerida]

## Santuarios religiosos

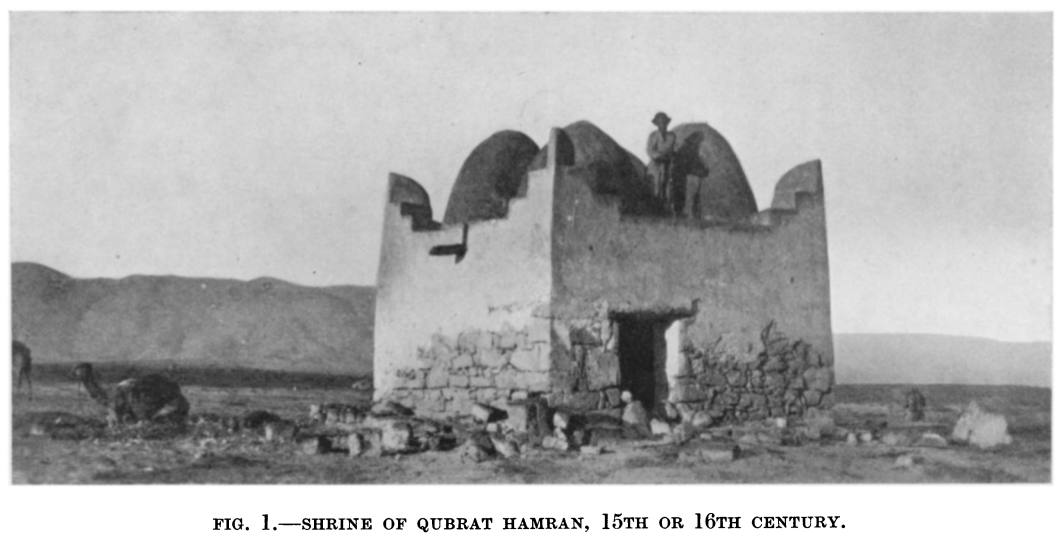
Santuario de Qubrat Hamran, Arabia del Sur, que data del o

Los santuarios se encuentran en muchas religiones. A diferencia de un templo, un santuario generalmente alberga una imagen de reliquia o culto particular, que es objeto de culto o veneración. También se puede construir un santuario para separar un sitio que se considera particularmente sagrado, en lugar de ser colocado para la conveniencia de los fieles. Los santuarios, por lo tanto, atraen la práctica de la peregrinación.

### Cristianismo
Los santuarios se encuentran en muchas, aunque no todas, las formas del cristianismo. El Catolicismo, la denominación más grande del cristianismo, tiene muchos santuarios, al igual que el ortodoxismo y el anglicanismo.

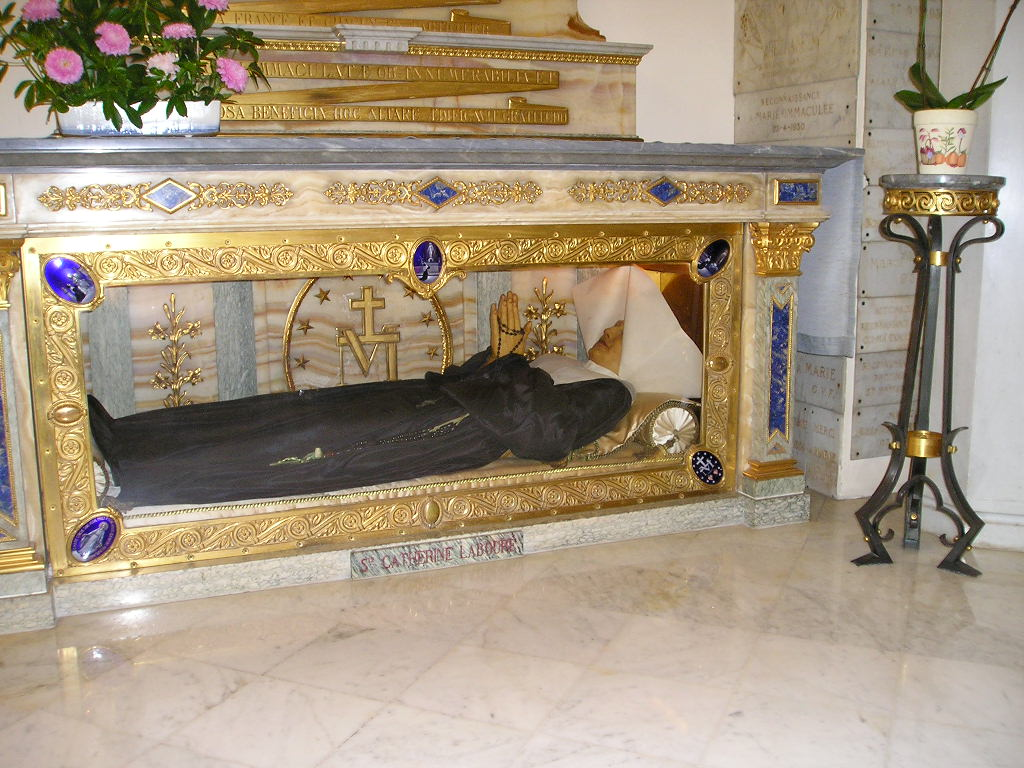
Santuario católico: féretro de cristal de Santa Catalina Labouré.

En el Código de Derecho Canónico de 1983 de la Iglesia Católica, los cánones 1230 y 1231 decían: "El término santuario significa una iglesia u otro lugar sagrado que, con la aprobación del ordinario local, se debe a una devoción especial frecuentada por los fieles como los peregrinos. Para que un santuario se describa como nacional, es necesaria la aprobación de la Conferencia Episcopal. Para que se describa como internacional, se requiere la aprobación de la Santa Sede".
Otro uso del término "santuario" en la terminología católica coloquial es un nicho o una alcoba en la mayoría de las iglesias —especialmente las más grandes— utilizadas por los feligreses cuando rezan en privado en la iglesia. También se les llamaba altares devocionales, ya que podían verse como pequeños altares laterales. Los santuarios siempre se centraron en alguna imagen de Cristo, de María o de un santo, por ejemplo, una estatua, pintura, mural o mosaico, y pueden haber tenido un retablo detrás de ellos (sin un tabernáculo incorporado).[cita requerida]
Sin embargo, la misa no se celebraría en ellos; simplemente fueron utilizados para ayudar o dar un enfoque visual para las oraciones. Los altares laterales, donde la misa se podía celebrar, fueron utilizados de manera similar a los santuarios por los feligreses. Los altares laterales se dedicaron específicamente a la Virgen María, San José y otros santos.[cita requerida]
Un belenismo también podría verse como un santuario, ya que la definición de un santuario es cualquier lugar santo o sagrado.[cita requerida]

### Islam
La estructura más sagrada del islam, la Kaaba (dentro de la mezquita Másyid al-Haram) en la ciudad de La Meca, aunque un antiguo templo (en el sentido de una "casa de Dios"), puede verse como un santuario debido a que alberga una reliquia venerada llamada Piedra Negra y también es el foco de la práctica de peregrinación más grande del mundo, el Hach. A pocos metros de distancia, la mezquita también alberga el santuario Maqam Ibrahim ("la estación de Abraham") que contiene un petrosomatoglifo (de pies) asociado con el patriarca y la construcción islámica de la Kaaba de su hijo Ismael. El sepulcro de la Cúpula Verde del profeta islámico Mahoma (donde su cámara funeraria también contiene las tumbas de su amigo Abu Bakr y su compañero cercano Úmar) en Medina, ubicado en la mezquita An-Nabawi ("La Mezquita del Profeta"), ocurre como un lugar muy venerado e importante como un lugar de peregrinación entre los musulmanes.

#### Sunismo
Dos de los santuarios islámicos más antiguos y notables son la Cúpula de la Roca y la Cúpula de la Cadena más pequeña construida en el Monte del Templo en Jerusalén. La primera fue construida sobre la roca que marcaba el sitio del Templo Judío y, según la tradición islámica, fue el punto de partida del legendario ascenso de Mahoma hacia el cielo (Miraj).
Más que cualquier otro santuario en el mundo musulmán, la tumba de Mahoma se considera una fuente de bendiciones para el visitante. Entre los dichos atribuidos a Mahoma se incluye uno que dice: "El que visite mi tumba tendrá derecho a mi intercesión". La mayoría de los estudiosos legales sunitas consideran que visitar la tumba de Mahoma después de la peregrinación es recomendable.
Los primeros eruditos del salaf, Ahmad bin Hanbal, Ishaq Ibn Rahwayh, Abdullah ibn Mubarak y Muhammad ibn Idris ash-Shafi`i permitieron el práctica del ziyarat a la tumba del profeta. El erudito escolar Qadi Ayyad declaró que visitar al profeta era "una sunna de los musulmanes sobre la cual había consenso, y un hecho bueno y deseable".
Ibn Hajar al-Asqalani declaró explícitamente que viajar para visitar la tumba del profeta era "una de las mejores acciones y la más noble de las acciones piadosas con las que uno se acerca a Dios, y su legitimidad es un asunto de consenso". De manera similar, Ibn Qudamah consideró que se recomendaba el ziyarat del profeta y también buscó la intercesión directamente del profeta en su tumba.
También se respetan las tumbas de otras figuras religiosas musulmanas. Según los informes, el hijo de Ahmad bin Hanbal, uno de los juristas principales del sunismo, declaró que preferiría ser enterrado cerca del mausoleo de una persona santa que su propio padre. Mientras que en algunas partes del mundo musulmán los mausoleos de las tumbas son vistos simplemente como lugares del ziyarat de la tumba de una figura religiosa (maqbara), en otros (como el subcontinente indio) son tratados como santuarios apropiados (dargah).
Oposición a los santuarios de las tumbas de los grupos sunitas salafitas y sunitas wahabitas
Muchos reformadores islámicos modernos se oponen a la construcción (y a veces a la visita de) tumbas, viéndolo como una desviación del verdadero islam. Esto incluye principalmente a los seguidores de los movimientos del wahabismo y el salafismo, que creen que los santuarios sobre las tumbas alientan la idolatría/politeísmo (shirk) y que existe el riesgo de adorar a otros que no sean Dios (los muertos).
El fundador del wahabismo, Muhámmad ibn Abd-al-Wahhab derivó la prohibición de construir mezquitas sobre tumbas de un hadiz atribuido al profeta Mahoma en el que dijo: "Que Dios maldiga a los judíos y cristianos que convierten las tumbas de sus profetas en lugares de culto; no los imites". Además, ordenó la nivelación de las tumbas (taswiyat al-qubur), que el erudito Muhammad ibn Idris ash-Shafi`i apoyó.
El wahabismo fue fuertemente influenciado por las obras del teólogo medieval hanbalí Ibn Taymiyya, quien fue considerado por ellos como la "máxima autoridad en una gran cantidad de asuntos". Una de estas cuestiones fue la posición sobre la visita de la tumba del profeta. Según Ibn Taymiyya, todos los hadices que fomentan la visita de la tumba del profeta están fabricados (mawdu’), no están incluidos en las seis colecciones principales de hadices o Musnad Ahmad ibn Hanbal, y violan el tawhid al-uluhiya.
Esta visión de Ibn Taymiyya fue rechazada por los principales académicos sunitas tanto durante su vida como después de su muerte. El maestro de hadices el shafi'i Ibn Hajar al-Asqalani declaró que "ésta es una de las posiciones más feas que se ha informado sobre Ibn Taymiyya". El erudito de hadices el hanafí Ali al-Qari declaró que, "entre los hanbalíes, Ibn Taymiyya ha llegado al extremo al prohibir viajar para visitar al profeta: que Dios lo bendiga y le conceda paz" Al-Qastallani declaró que "el Shaykh Taqi al-Din Ibn Taymiyya tiene declaraciones abominables y extrañas sobre este tema en el sentido de que viajar para visitar al profeta está prohibido y no es un acto piadoso".

#### Chiismo

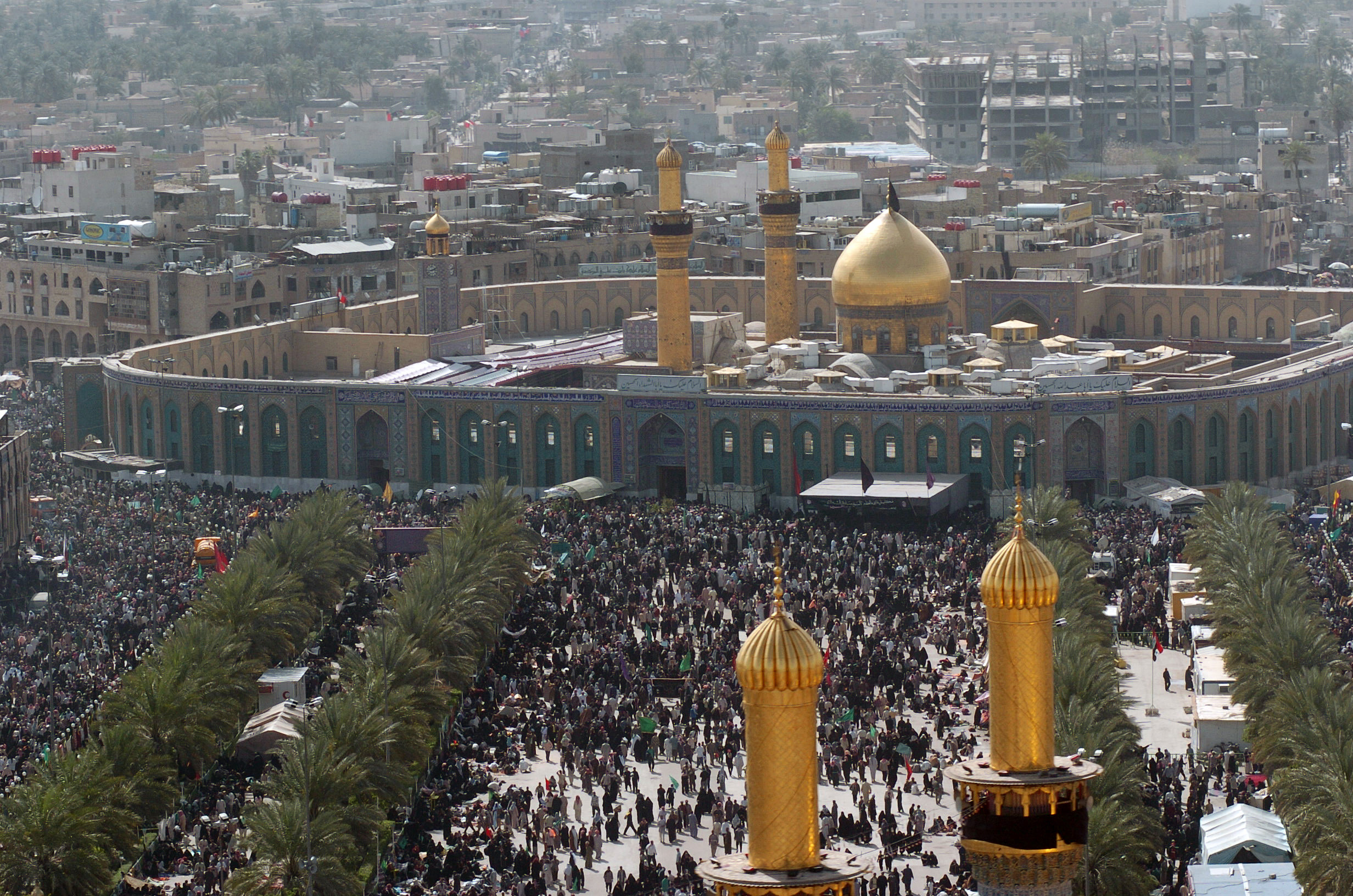
Peregrinos fuera del Santuario del imán Husáin ibn Ali en Kerbala, Irak.

Los chiitas tienen varios mazaros dedicados a diversas figuras religiosas importantes en su historia, y varios santuarios elaborados (Maqam) están dedicados a figuras religiosas chiitas, especialmente en Irak (como en las ciudades de Kerbala, Náyaf, Samarra e igualmente Kadhimiya) y en Irán (como en las ciudades de Qom y Mashhad).
Ejemplos específicos de santuarios chiitas incluyen la Mezquita Al Askari, y la Mezquita Imam Husayn. Otros santuarios chiitas se encuentran en las ciudades homónimas de Mazar-i Sharif ("El Noble Mausoleo") en Afganistán, y el Santuario del Imán Reza ("Martyrium [de Ali ibn Musa]") en Irán. El Mausoleo del Ayatolá Jomeini en Teherán alberga las tumbas de Ruhollah Jomeini, el líder de la Revolución iraní de 1978-1979, su esposa y algunas otras personas relacionadas.

#### Sufismo

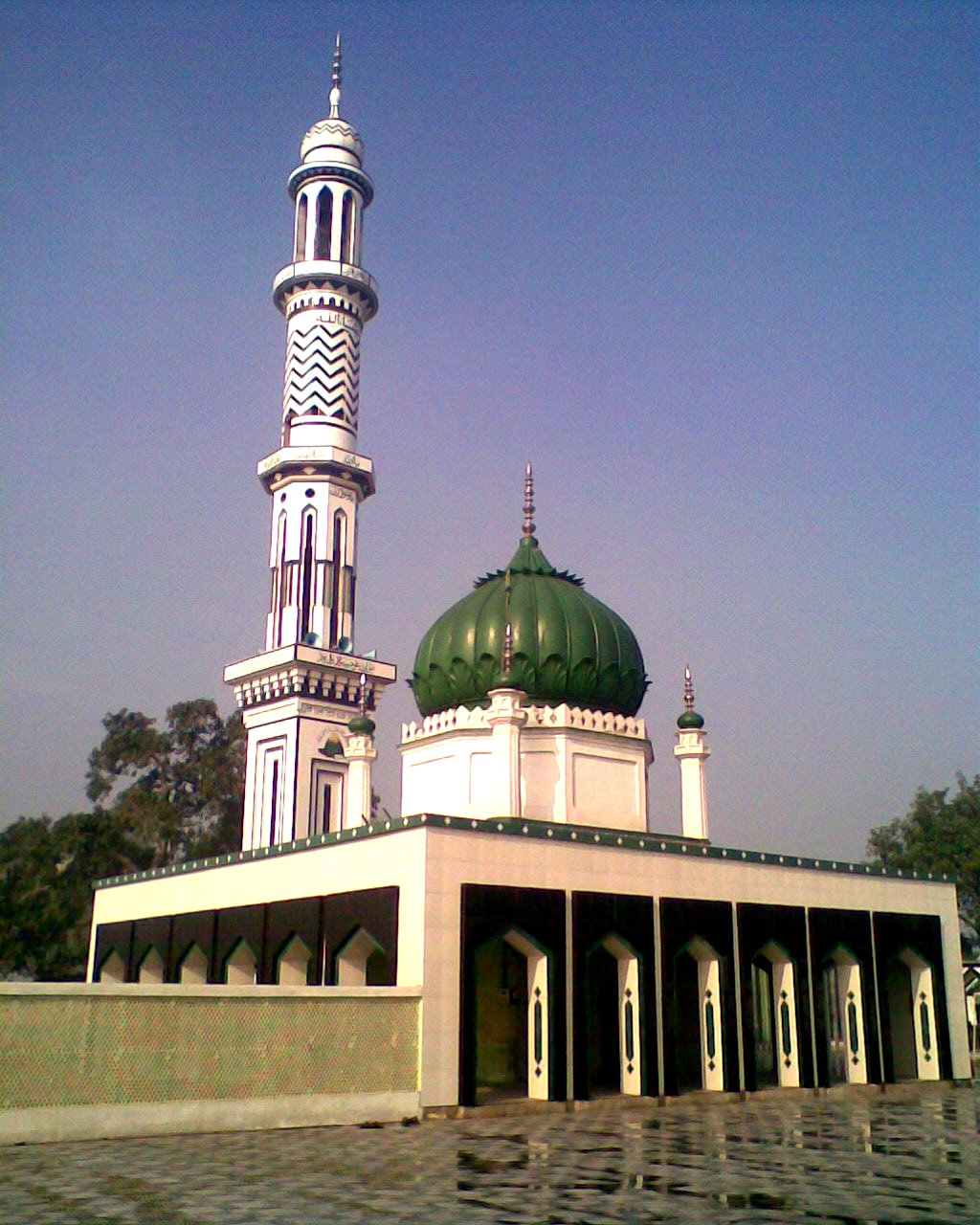
Santuario de los santos islámicos Naqshbandi de Allo Mahar sharif.

En el sufismo popular, una práctica común es visitar o hacer peregrinaciones a las tumbas de santos, académicos de renombre y personas justas. Esta es una práctica particularmente común en el sur de Asia, donde las tumbas famosas incluyen santos como Sayyid Ali Hamadani en Kulob, Tayikistán; Afaq Khoja, cerca de Kasgar, China; Lal Shahbaz Qalandar en Sind; Ali Hujwiri en Lahore, Pakistán; Bahauddin Zakariya en Multán, Pakistán; Moinuddin Chishti en Ajmer, India; Nizamuddin Auliya en Delhi, India; y Shah Jalal en Sylhet, Bangladés. Del mismo modo, en Fez, Marruecos, un destino popular para las visitas piadosas es el Zaouia Moulay Idriss II. El área alrededor de Tombuctú en Malí también tiene muchos santuarios históricos sufíes que fueron destruidos por los islamistas en los últimos años. Muchos de estos han sido reconstruidos desde entonces. La tumba de un santo es un sitio de gran veneración donde las bendiciones o barakas continúan llegando a la persona santa fallecida y se considera (por algunos) que beneficia a los devotos y peregrinos visitantes. Con el fin de mostrar reverencia a los santos sufíes, reyes y nobles proporcionaron grandes donaciones o waqf para preservar las tumbas y renovarlas arquitectónicamente. Con el tiempo, estas donaciones, rituales, conmemoraciones anuales se formaron en un elaborado sistema de normas aceptadas. Estas formas de práctica sufí crearon un aura de tradiciones espirituales y religiosas en torno a fechas prescritas. Muchos puristas ortodoxos o islámicos denuncian estos rituales funerarios de visita, especialmente la expectativa de recibir bendiciones de los venerados santos. Sin embargo, estos rituales han sobrevivido a generaciones y parecen ser firmes para permanecer. [¿por quién?]

#### Bahaísmo

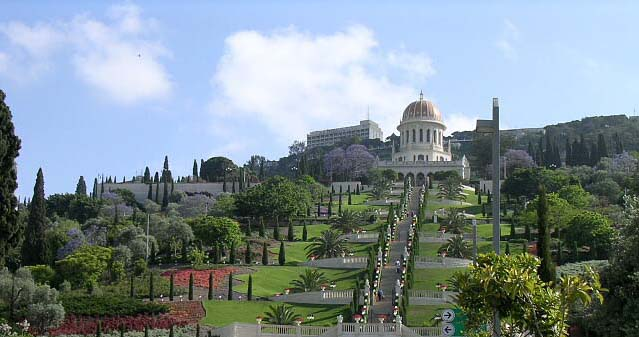
El Santuario de Báb y sus terrazas en el Monte Carmelo, Haifa.

Los dos santuarios bahaíes más conocidos sirven como lugares de descanso para los restos respectivos de las dos figuras centrales del bahaísmo, Báb y Baha'ullah. Son los puntos focales de una peregrinación bahaí:
- El Santuario del Báb en Haifa, Israel.[63]
- El Santuario de Bahá'u'lláh en Acre, Israel.[64]

Otros sitios han sido designados como santuarios bahaíes, el más notable es el de William Sutherland Maxwell y May Maxwell en Montreal (Quebec, Canadá).

### Budismo

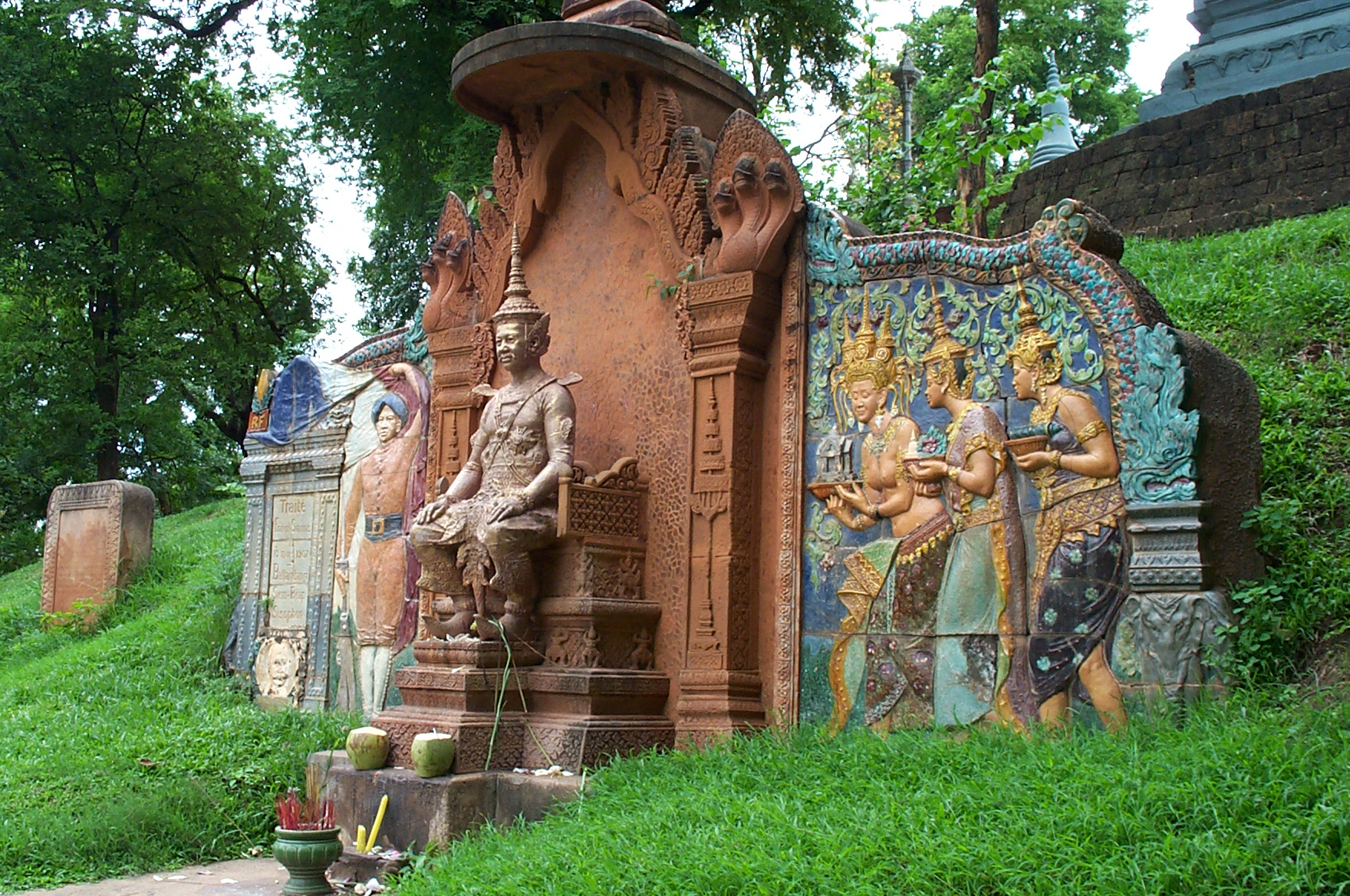
Santuario budista a las afueras de Wat Phnom.

En el budismo, un santuario se refiere a un lugar donde la veneración se centra en Buda o en uno de los bodhisattvas. Monjes, monjas y laicos dan ofrendas a estas figuras veneradas en estos santuarios y también meditan frente a ellos.
Típicamente, los santuarios budistas contienen una estatua de Buda, o (en las formas de budismo Mahāyāna y Vajrayāna), uno de los diversos bodhisattvas. También comúnmente contienen velas, junto con ofrendas como flores, agua purificada, comida e incienso. Muchos santuarios también contienen reliquias sagradas, como el presunto diente de Buda que se encuentra en un santuario en Sri Lanka.
Los santuarios específicos del sitio en el budismo, particularmente aquellos que contienen reliquias de budas fallecidos y monjes venerados, a menudo se diseñan en la forma tradicional conocida como la estupa.

### Paganismo germánico
En el paganismo germánico, se emplearon tipos de santuarios, pero los términos para los santuarios muestran cierto nivel de ambigüedad:
- Hörgrs, que originalmente podría haberse referido exclusivamente a "lugares sagrados", mientras que su antiguo hechizo afín inglés podría significar "bosque sagrado" y/o "templo, ídolo".[67]
- Vés, (nórdico antiguo) o wēohs (inglés antiguo), que se refiere a un tipo de santuarios o recintos sagrados. El término aparece en la poesía escáldica y en los nombres de lugares en Escandinavia (con la excepción de Islandia), a menudo en relación con una deidad nórdica o una característica geográfica. El nombre del dios nórdico Vé, se refiere a la práctica.[68]

### Hinduismo
En el hinduismo, un santuario es un lugar donde se adora a dioses o diosas. Los santuarios generalmente se encuentran dentro de un templo hinduista de diversas formas. La mayoría de las familias hinduistas también tienen un santuario familiar. Por ejemplo, según las memorias de Stephen Huyler de sus visitas a algunas casas hinduistas, una parte de la casa estaba dedicada al santuario de la casa. Aquí, se colocó la imagen de una deidad y se ofrecieron oraciones, en lugar de visitas a un templo. Entre las casas hinduistas tamiles, según Pintchman, un santuario en la cocina es más común. Si la familia es rica, puede ubicar el santuario del hogar en una habitación separada.

### Taoísmo

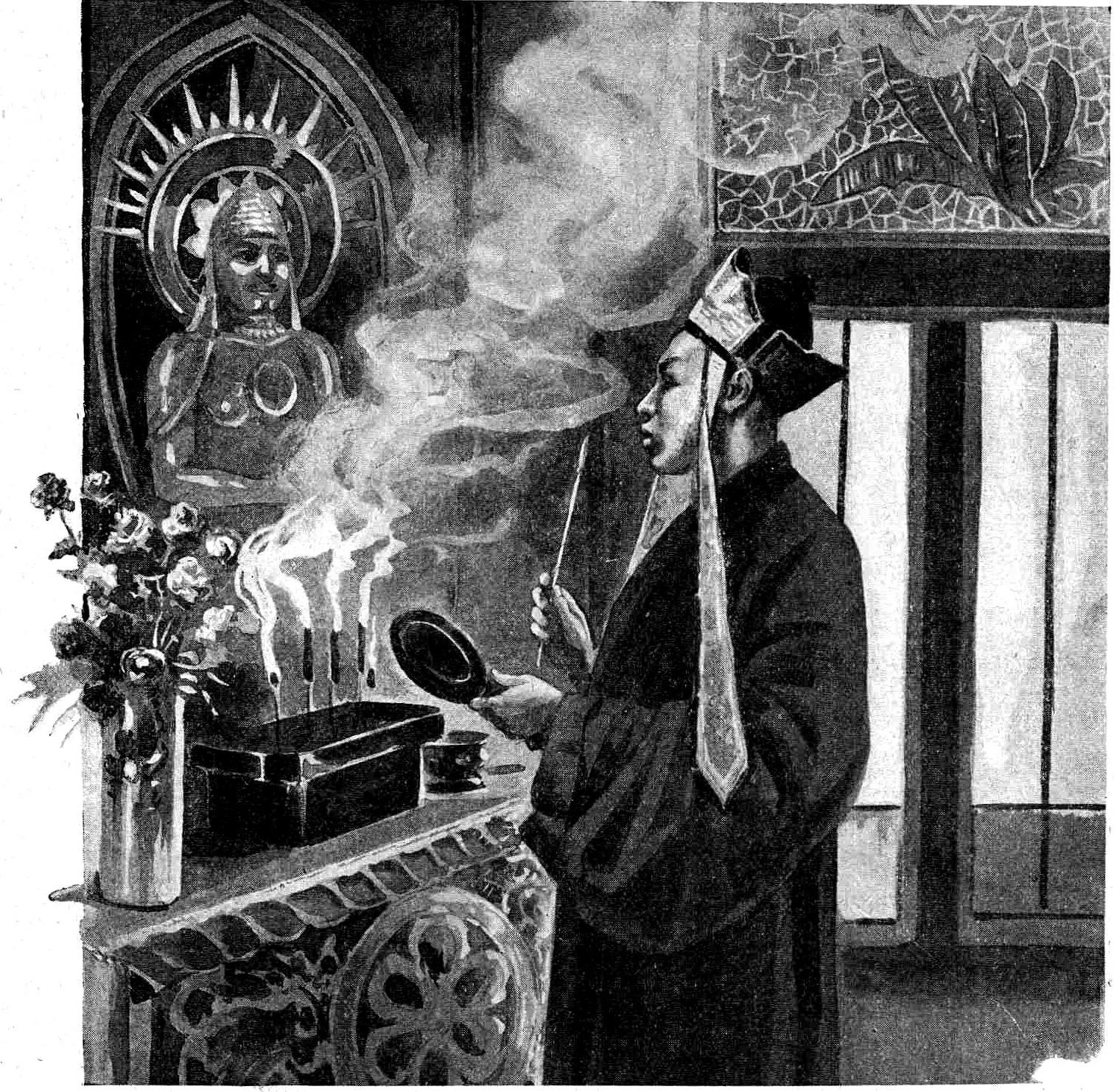
Un santuario taoísta.

La línea entre un templo y un santuario en el taoísmo no está completamente definida; los santuarios suelen ser versiones más pequeñas de templos taoístas más grandes o lugares pequeños en un hogar, donde se coloca un emblema del yin-yang entre entornos pacíficos para fomentar la meditación y el estudio de los textos y principios taoístas. Los taoístas ponen menos énfasis en la asistencia formal, pero incluyen el culto ritualizado que otras religiones asiáticas; los templos formales y las estructuras de adoración surgieron en el taoísmo principalmente para evitar perder adeptos al budismo.[cita requerida]
Las características frecuentes de los santuarios taoístas incluyen las mismas características que los templos completos, a menudo incluyendo cualquiera o todas las características siguientes: jardines, agua entubada o fuentes, pequeños braseros o velas encendidas (con o sin incienso) y copias de textos taoístas como el Dàodé jīng, Zhuangzi u otros textos de Lao-Tsé, Zhuangzi u otros sabios taoístas.[cita requerida]

## Confucianismo
Existen varios templos y santuarios confucianos en todo el mundo sinófono. A menudo en chino se les llama 文庙 o "templos culturales". Al igual que los templos taoístas, consisten en jardines y luego en un gran pabellón donde se quema incienso. Sin embargo, dentro del santuario se sostiene una estatua de Confucio o Mencio.
Los santuarios confucianos a menudo están adornados con mensajes al sabio (dios del aprendizaje), principalmente deseando buena suerte en los exámenes.
Los santuarios confucianos también existen fuera de China, por ejemplo en Naha, Okinawa. Sin embargo, algunos templos budistas también reservan un espacio para Confucio.

## Santuarios seculares
En Estados Unidos y algunos otros países, los hitos se pueden llamar "santuarios históricos". Los santuarios notables de este tipo incluyen:
- Misión de Álamo en San Antonio, Texas, Estados Unidos.
- Fuerte McHenry en Baltimore, Maryland, Estados Unidos.
- Sinagoga Touro en Newport, Rhode Island, Estados Unidos.
- Santuario del Recuerdo, un memorial de guerra en Melbourne, Australia.
- Santuario del Recuerdo, un memorial de guerra en Brisbane, Australia.
- Mausoleo de Lenin en Moscú, Rusia.
- Palacio del Sol de Kumsusan en Pionyang, Corea del Norte.

Los salones de la fama también sirven como santuarios en los que se induce a individuos individuales o múltiples en función de su influencia en las regiones, culturas o disciplinas. Bustos o estatuas de cuerpo completo a menudo se erigen y se colocan uno al lado del otro en conmemoración.
Por extensión, el término santuario ha llegado a significar cualquier lugar dedicado completamente a una persona o tema en particular, como el Santuario del Sol en Colorado Springs, Colorado.
El sintoísmo en Japón se agrupa en la Asociación Nacional de Toshogu:
Santuario Toshogu de Hokkaido	82-153 Tsushimakawa, Hakodate City, Hokkaido
Santuario Hirosaki Toshogu	Aomori Hirosaki Ciudad de Sasamori 38	
Santuario Sendai Higashi-Shōgu	Miyagi Sendai Ciudad Aoba-ku Higashitoshoshogu 1-6-1	
Santuario Dewa Miyama	Yamagata Higashitagawa-gun Hakumachi-cho mano hacia 7	
Santuario Mizuto Higashishogu	Ibaraki Miyacho, Miyacho, Ciudad de Mizuto, 2-5-13	
Santuario del Jardín	Ibaraki Kita-Ibaraki Ciudad Hwakawa-cho Jardín 567	
Santuario Nikko Toshogu	Tochigi Nikko Ciudad Yamauchi 2301	
Santuario Maebashi Higashi-Siogu	Gunma Omaabashi Ciudad Otemaecho 13-3-19	
Santuario Akagi	Fujimi Village, Gunma Yasita-gun (149-1, Taguchi, Ciudad de Maebashi)	
Santuario Seiryoda Toshogu	Gunma Ota Ciudad Seiryada-cho 3119-
Santuario Tokugawa Higashishogu	Gunma Ota City Seiryadacho 3119-1 (Santuario Seiryada Higashishogu)	
Santuario Senba Toshogu	Saitama Kawagoe City Kosenbo Town 1-21-1 (Nantong Town 19-3)	
Santuario Furuotani Hachiman	Saitama Kawagoe City Furuo Tanimoto 1408 (Furuya en 2071)	　
Shinoto Tsurugu	Saitama Yukita Ciudad Ninhmoto Maru 12-5	
Santuario Samsho	Saitama Chichibu-gun Ōho 298-1	
Santuario chichibu	Saitama Chichibu Ciudad Banba Ciudad 1-1	
Santuario Omiya Sumiyoshi	Saitama Saka tomo Ichi Tsukago 241	　
Santuario Toshogu del mercado de Hachikai	Mercado chiba Yachiichi 2435　
Palacio Ueno Toshogu	Ueno Park, Taito-ku, Tokio　
Santuario de Asakusa	2-3-1 Asakusa Park, Taito-ku, Tokio	
Santuario Shiba Daijingu	1-12-7 Shiba-daimon, Minato-ku, Tokio	
Santuario Shibato Tshogu	4-8-10 Shiba Park, Minato-ku, Tokio	　
Santuario del Alma de la Gran Nación	Miyacho, Gobierno Metropolitano de Tokio, 3-1-1	
Kuno-no-go Sōsō-tserō-	Shizuoka Shizuoka Ciudad Raíz Furuya 390	
Santuario Shizuoka Sengen	Shizuoka Shizuoka Ciudad de Miyasaki Ciudad 102-1	
Santuario Nagawa Toshogu	Shizuoka Akito-gun Nagasen-cho Moto-cho 717-2 (Shimo-Nagawa 739
Santuario Jokuoka	3-5-16 Ciudad de Otema, Shizuoka, Ōte-cho, Ciudad de Muzumazu	
Santuario de Tanaka	Shizuoka TsutoeIchi Hanakura 332	
Santuario Gosha Santuario
Suwa
Shizuoka Hamamatsu Ciudad Toshimachi 302-5	
Fenglai Shandong Zhaogong	Aichi New City Gate Valley Personaje Fenglai Temple 4
Santuario Ryujo	561 Yasuo-cho, Okazaki City, Aichi	
Palacio Dongzhao en el este de la Roca	Ciudad de Aichi Okazaki, Tsutomu Yamashi (Nishinaka-cho 2-1
Santuario Matsudaira Toshogu	Akahara, ciudad de Matsudaira, ciudad de Aichi Toyota	
Santuario De Nagoya Toshogu	Aichi Ya Nagoya Ciudad Naka-ku Marunouchi 2-3-37	
Palacio de Iga Hachiman	86 Higashi-ku, Iga-cho, Okazaki City, Aichi	
Volar para ver el Palacio Toshogu	Gifu Mikoyama Ciudad Nishiichi Secho 3-1004	
Santuario Iga Toshogu	Ciudad de Mie Iga Ōkawa 1103-2	
Palacio Toyosaki	6-6-4 Toyozaki, Kita-ku, Ciudad de Osaka, Prefectura de Osaka	
Sociedad de la Rama Sakai	3-12-3 Ote-cho, Ciudad de Fukui, Ciudad de Fukui	
Santuario Hiyoshi Toshogu	Shiga Otsu City Sakamoto 5-1-1	
Santuario Kishu Toshogu	Wakayama Wakayama Ciudad Waka Pusai 2-1-20	
Santuario Higashi	Tottori Tottori Ichigami (Yukitoku 憧ろ-705 Santuario Sagrado)
Santuario Matsue	Shimane Matsue Ciudad Denmachi (Kasuga 386)	
Santuario Higashishogu	2-1-18, Ninba-ri, Higashi-ku, Tsutomu-ku, Ciudad de Tsutomushima	
Santuario Yajima	140 Yajimakōcho, Takamatsu City, Kagawa	
Santuario Kakegawa	1375 Thistle Town, Ciudad de Kochi, Kochi
Santuario Kashiyama	Bentencho, Ciudad de Tsushimahara, Nagasaki	
Santuario Suwa	Nagasaki 18-15 Kaminisaiyama-cho, Ciudad de Nagasaki	
Fuente: https://www.toshogu.net/list.htm